# Rio Ahr
Vale do rio Ahr
O rio Ahr é um curso de água cuja nascente localiza-se no extremo sul da Renânia do Norte-Vestfália na região Eifel, Alemanha. No seu percurso até o rio Reno passa pelo estado alemão de Renânia-Palatinado.
O vale do rio Ahr é famoso pelo vinho tinto produzido ali. O município mais importante às margens do rio é a cidade de Bad Neuenahr-Ahrweiler. Desemboca no rio Reno na altura de Remagen.